# Teddy Wilson
Theodore Shaw Teddy Wilson (24 de novembro de 1912 — 31 de julho de 1986) foi um pianista de jazz norte-americano. Foi descrito pelo crítico Scott Yanow como o "pianista balanço definitivo", um estilo sofisticado e elegante de Wilson que foi destaque nos registros de muitos dos maiores nomes do jazz, incluindo Louis Armstrong, Lena Horne, Benny Goodman, Billie Holiday e Ella Fitzgerald.
Com Goodman, ele foi um dos primeiros músicos negros a aparecer com destaque com músicos brancos. Além de seu extenso trabalho como sideman, Wilson também liderou seus próprios grupos e sessões de gravação do final dos anos 1920 aos 1980.

## Discografia selecionada

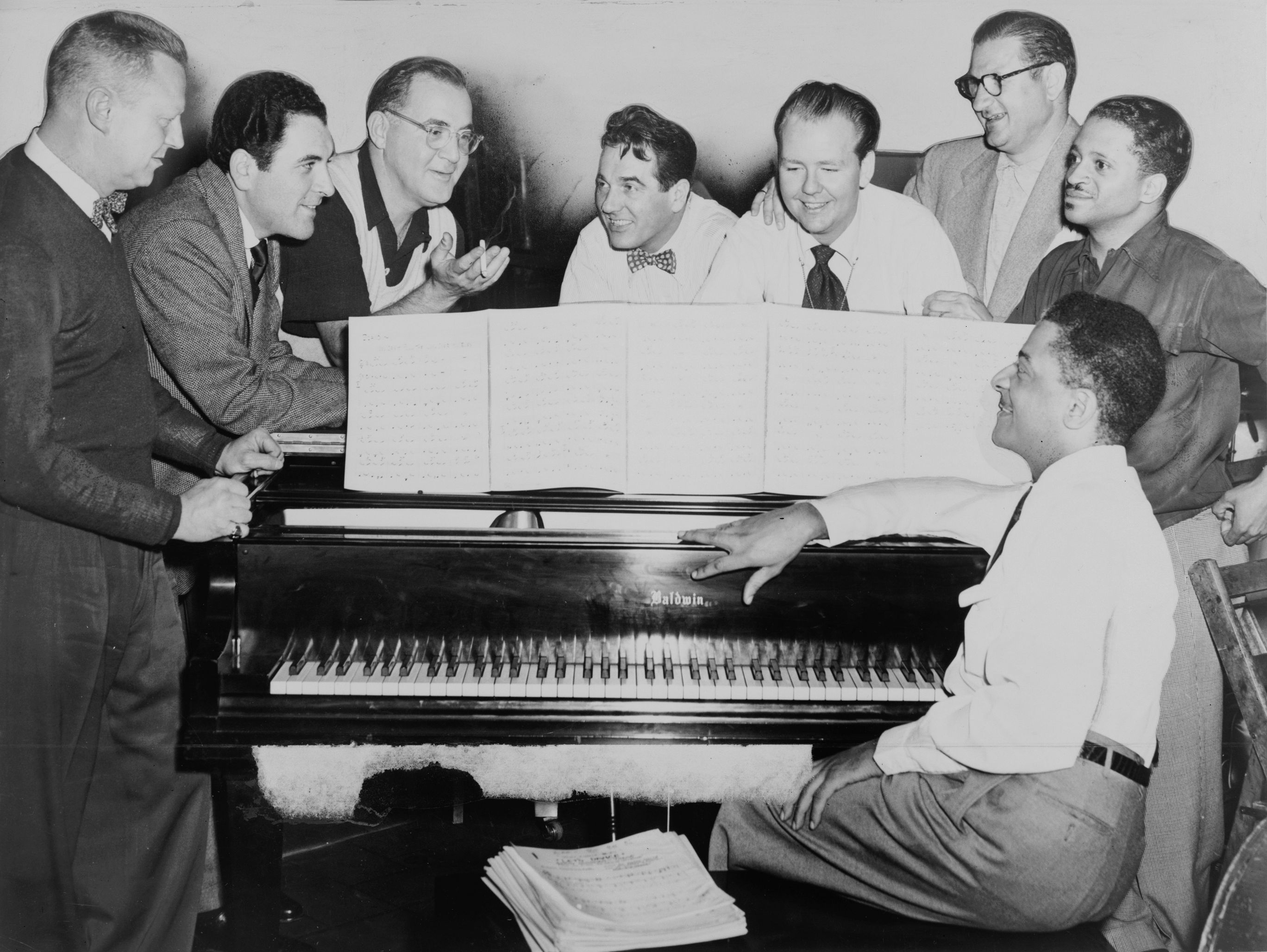
Wilson em um ensaio de Benny Goodman, 1950

### Solo
- 1942: Columbia Presents Teddy Wilson

### Como líder
- 1944: Teddy Wilson Sextet (The Onyx Club New York Original Live Recordings)
- 1949: Teddy Wilson Featuring Billie Holiday
- 1952: Runnin' Wild (MGM)
- 1952: Just A Mood - Teddy Wilson Quartet Starring Harry James & Red Norvo (Columbia EP B-1569/5-1277)
- 1955: The Creative Teddy Wilson (Norgran) - also released as For Quiet Lovers (Verve)
- 1956: Pres and Teddy (Verve) with Lester Young
- 1956: I Got Rhythm (Verve)
- 1956: The Impeccable Mr. Wilson (Verve)
- 1956: These Tunes Remind Me of You (Verve)
- 1957: The Teddy Wilson Trio & Gerry Mulligan Quartet with Bob Brookmeyer at Newport (Verve)
- 1957: The Touch of Teddy Wilson (Verve)
- 1959: Mr. Wilson and Mr. Gershwin (Columbia)
- 1959: Gypsy in Jazz (Columbia)
- 1959: And Then They Wrote... (Columbia)
- 1963: Teddy Wilson 1964  (Cameo)
- 1967: Moonglow (Black Lion)
- 1968: The Noble Art of Teddy Wilson (Metronome)
- 1972: With Billie in Mind (Chiaroscuro)
- 1973: Runnin' Wild (Black Lion)
- 1976: Live at Santa Tecla
- 1980: Teddy Wilson Trio Revisits the Goodman Years
- 1990: Air Mail Special

### Comosideman
- 1933–1942: Billie Holiday, The Quintessential Billie Holiday (Volumes 1-9) (Columbia)
- 1935: Mildred Bailey, Mildred Bailey and Her Alley Cats[2] (Columbia)
- 1935–1939: Benny Goodman, The Complete RCA Victor Small Group Recordings (RCA)
- 1938: Benny Goodman, The Famous 1938 Carnegie Hall Jazz Concert (Columbia)
- 1946-1947: Sarah Vaughan, The Chronological Classics: Sarah Vaughan 1946-1947 (Classics)
- 1954: Ben Webster, Music for Loving (Norgran)
- 1974: Phoebe Snow Phoebe Snow (album) (Shelter Records)